# Charles Frankel

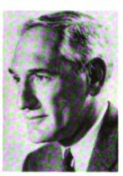
Dr. Charles Frankel, filósofo

Charles Frankel (Nueva York, 13 de diciembre de 1917 – Bedford Hills, 10 de mayo de 1979) fue un escritor y filósofo estadounidense, profesor en la Universidad de Columbia.
Durante la Segunda Guerra Mundial, sirvió en la isla de Tinian, Marianas del Norte.  Fue autor de obras como The Faith of Reason: The Idea of Progress in the French Enlightenment (1948), The Case for Modern Man (1956), The Democratic Prospect (1962), The Love of Anxiety and Other Essays (1965), The Neglected Aspect of Foreign Affairs (1965), Education and the barricades (1969), o High on Foggy Bottom (1969), entre otras. También fue editor de The Golden Age of American Philosophy (1960).
Promotor del National Humanities Center y su primer director, murió asesinado junto a su esposa en 1979.